# Quartier (Lübeck)

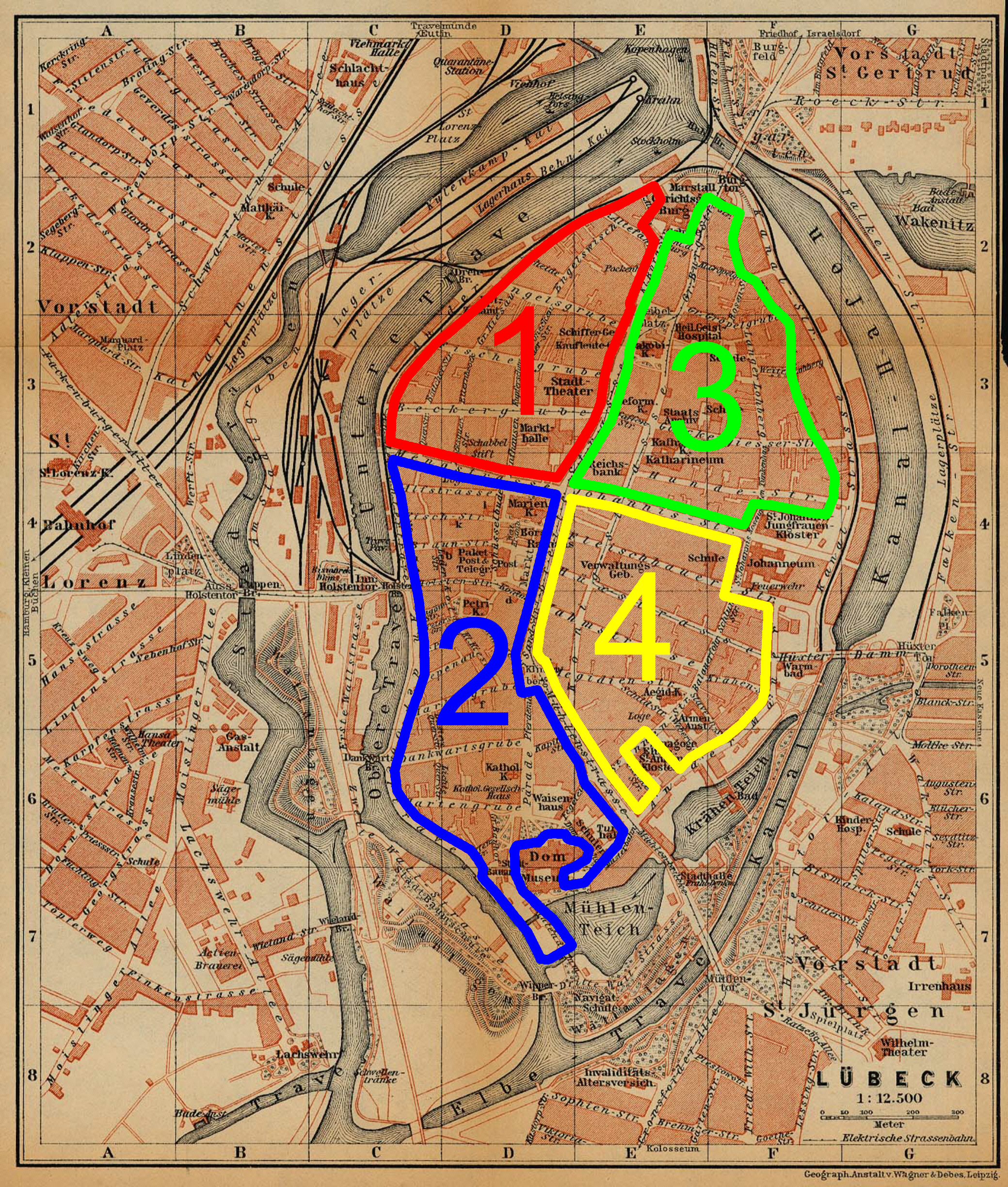
Die Quartiere der Lübecker Altstadt. 1: Marien-Magdalenen Quartier; 2: Marien Quartier; 3: Jakobi Quartier; 4: Johannis Quartier

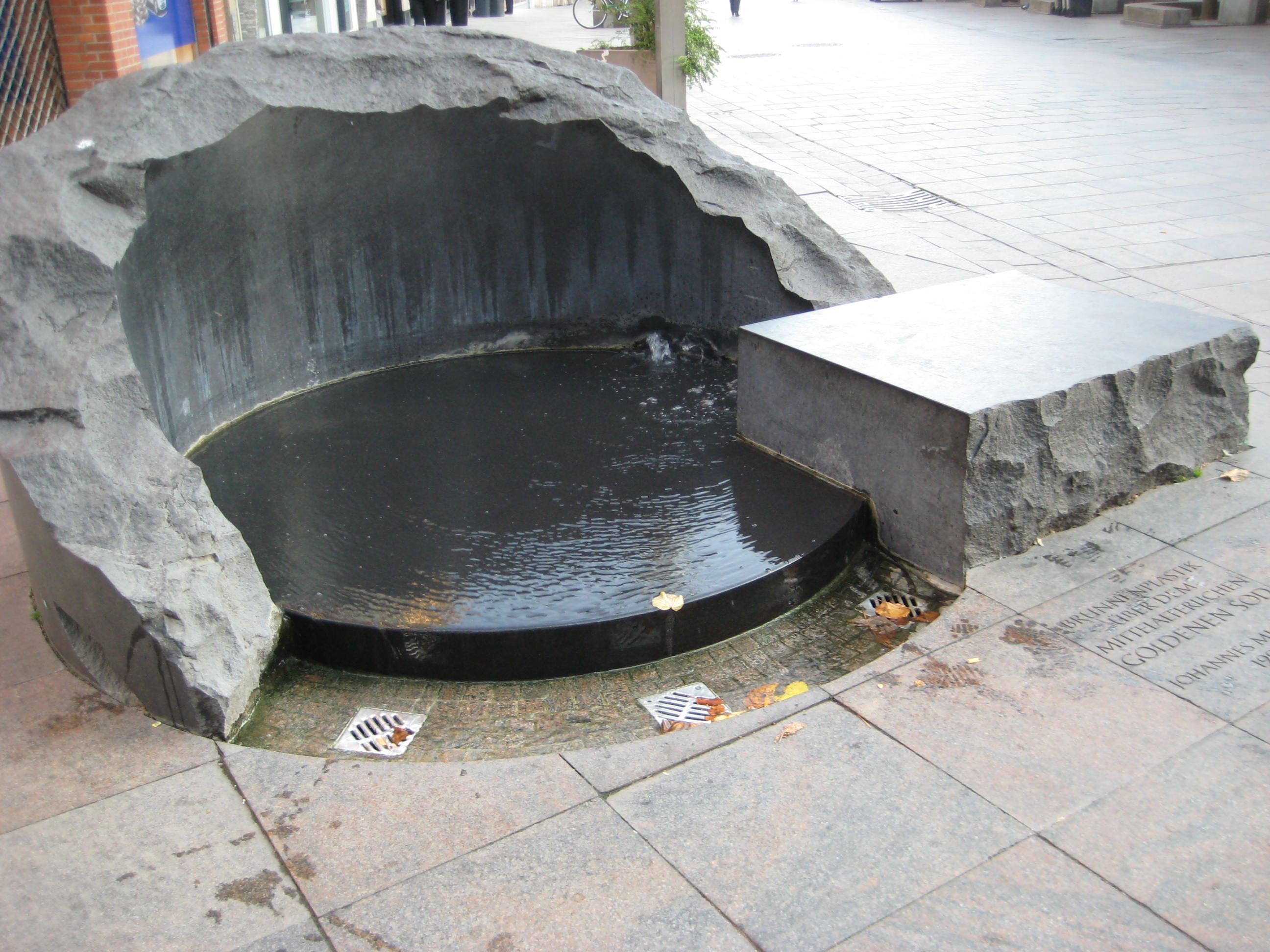
Die Brunnenplastik Der Goldene Sod markiert etwa die Stelle, an der alle Quartiere zusammentreffen

Die Quartiere waren die administrative Gliederung der Lübecker Altstadt vom Mittelalter bis in die Neuzeit.

## Hintergrund
Der Ursprung der Quartiereinteilung lässt sich nicht mehr präzise bestimmen. Vermutlich wurde das Stadtgebiet – also die heutige Altstadt – bereits im 14. Jahrhundert aus verwaltungstechnischen Gründen in die vier Bezirke eingeteilt, die jeweils nach dem Schutzpatron einer im Quartier liegenden Kirche benannt wurden.
Die Quartiere bildeten über Jahrhunderte die Grundlage für nahezu alle Verwaltungsmaßnahmen. So war beispielsweise die jährliche Ermittlung und Erhebung des Schoßes, einer Einkommen- und Vermögensteuer, bei der auch der Wert von Immobilien taxiert wurde, quartierweise organisiert. In welchem Quartier sich der Wohnsitz eines Bürgers befand, bestimmte auch, in welcher Einheit der Bürgerkompanien er diente.
Sämtliche Häuser und Haushalte Lübecks waren eindeutig einem Quartier zugeordnet. Kirchliche Liegenschaften, auch (bis 1803) die Besitzungen des Domkapitels im Dombezirk, waren von der Einteilung ausgenommen und keinem Quartier zugehörig.
Das Quartiersystem hatte bis weit ins 19. Jahrhundert Bestand. Noch die um 1850 angebrachten und bis heute vorhandenen Straßenschilder nennen zum Teil zusätzlich zum Straßennamen das Quartier. Mit dem zunehmenden Flächenwachstum Lübecks über das Gebiet der Altstadtinsel hinaus verlor die Quartiereinteilung dann jedoch ihren Zweck, da sie nicht mehr die Mehrzahl der Stadtbewohner erfasste und für Verwaltungsaufgaben kein geeignetes Werkzeug mehr darstellte. In der zweiten Hälfte des 19. Jahrhunderts kam sie daher außer Gebrauch und verlor jede Bedeutung.
Die Namen der Quartiere werden hier entgegen den heutigen Rechtschreibregeln nicht durchgekoppelt; das Fehlen der Bindestriche ist ein Charakteristikum ihrer Eigennamen.

## Marien-Magdalenen Quartier
Das nach der Schutzheiligen des Burgklosters benannte Quartier im Nordwesten der Stadtinsel wurde begrenzt von Mengstraße, Breiter Straße, Kleiner Burgstraße, Kleiner Altefähre sowie dem heute An der Untertrave genannten Straßenzug am Hafenrand. Es handelte sich um ein ausgesprochenes Seefahrer- und Reisendenviertel, das durch zahlreiche Gasthäuser und Herbergen geprägt und zum Fernhandelshafen hin orientiert war. Hier befand sich auch der Hof des Deutschen Ordens als dessen Niederlassung. Es wird auf den historischen Straßenschildern teilweise „MMQ“ oder „M. Mgd. Qu.“abgekürzt.
Aus Sicht der modernen Stadtplanung besteht das Quartier nach der Lübecker Stadtbildaufnahme in der Fassung der ersten Fortschreibung auf das Jahr 1990 damit aus den durchnummerierten Blöcken 82 bis 99. Man wird wohl den Block 100 mit dem Burgkloster und dem Burgtor hinzurechnen müssen. Zwei dieser Blöcke bestehen aus zwei Unterblöcken. Im Gegensatz zur ursprünglichen Quartiereinteilung ist bei der Block-Betrachtung der kirchliche Grundbesitz natürlich mit eingeschlossen.

## Marien Quartier
Im Südwesten des Stadtgebietes gelegen, wurde das nach der Marienkirche benannte Marien Quartier umschlossen von Mengstraße, Breiter Straße, Sandstraße, Klingenberg, Mühlenstraße, Musterbahn sowie dem heute An der Obertrave genannten Straßenzug am Ufer der Trave. Geprägt wurde das Quartier besonders von den hier ansässigen Flussschiffern, den Stecknitzfahrern.
Die Stadtplanung definiert das Marien Quartier nach der Lübecker Stadtbildaufnahme in der Fassung der ersten Fortschreibung auf das Jahr 1990 als die durchnummerierten Blöcke 42 bis 80. Zwei dieser Blöcke bestehen aus zwei Unterblöcken.

## Jakobi Quartier

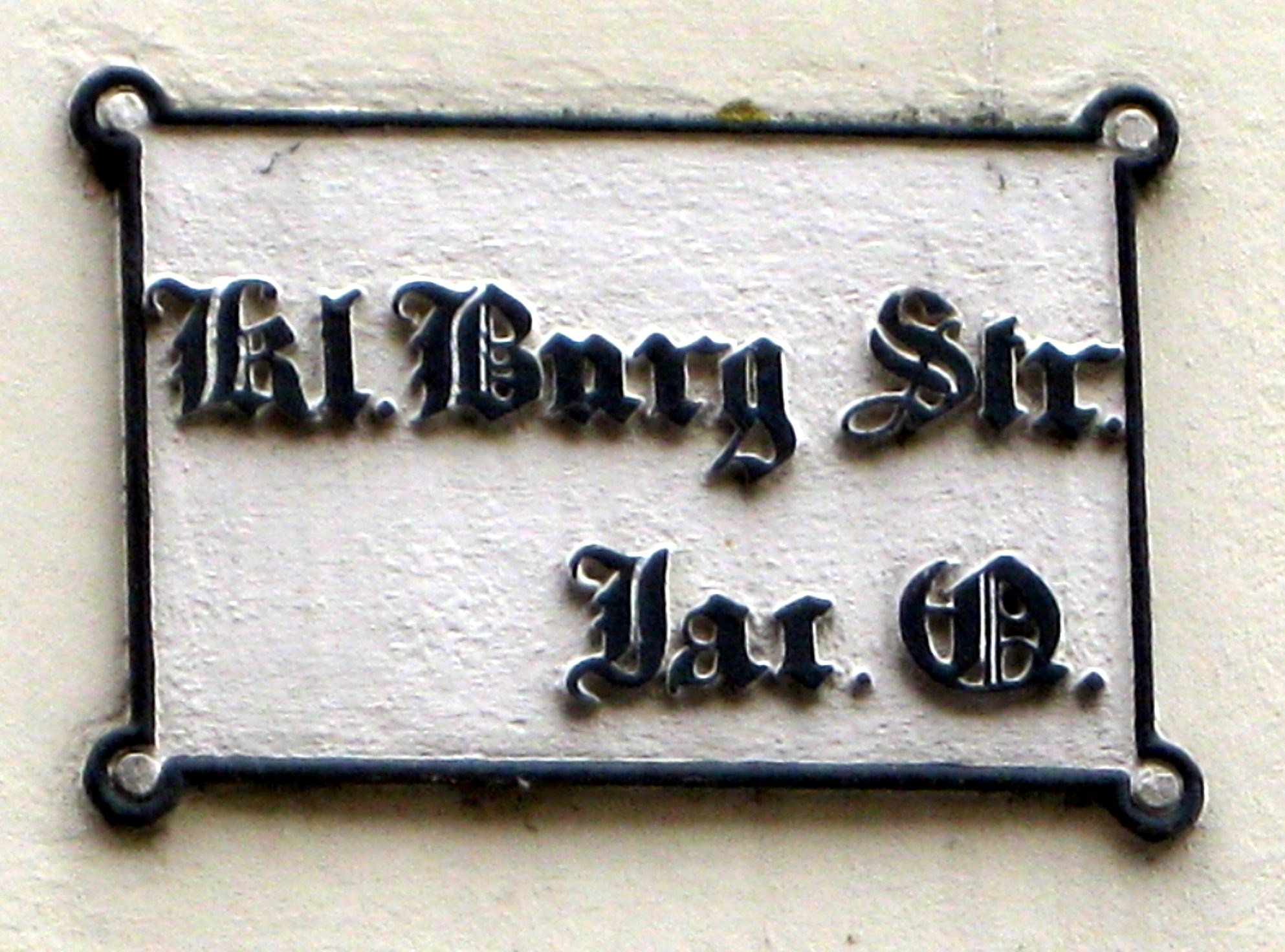
Straßennamensschild der Kleinen Burgstraße mit Quartierzusatz Jac. Q.

Das im Nordosten der Stadt befindliche und nach dem Schutzheiligen der Jakobikirche benannte Quartier wurde umgrenzt von Breiter Straße, Kleiner Burgstraße, Hinter der Burg, Großer Burgstraße, Kaiserstraße und dem Straßenzug, der heute Wakenitzmauer heißt und der bis zum Bau des Elbe-Lübeck-Kanals bestehenden Uferlinie folgt. Das Jakobi Quartier war Hauptsitz der Leder- und Textilhandwerker sowie der Brauer.
Die Stadtplanung definiert das Quartier nach der Lübecker Stadtbildaufnahme in der Fassung der ersten Fortschreibung auf das Jahr 1990 als die durchnummerierten Blöcke 1 bis 17.II. Zwei dieser Blöcke bestehen aus zwei Unterblöcken.

## Johannis Quartier

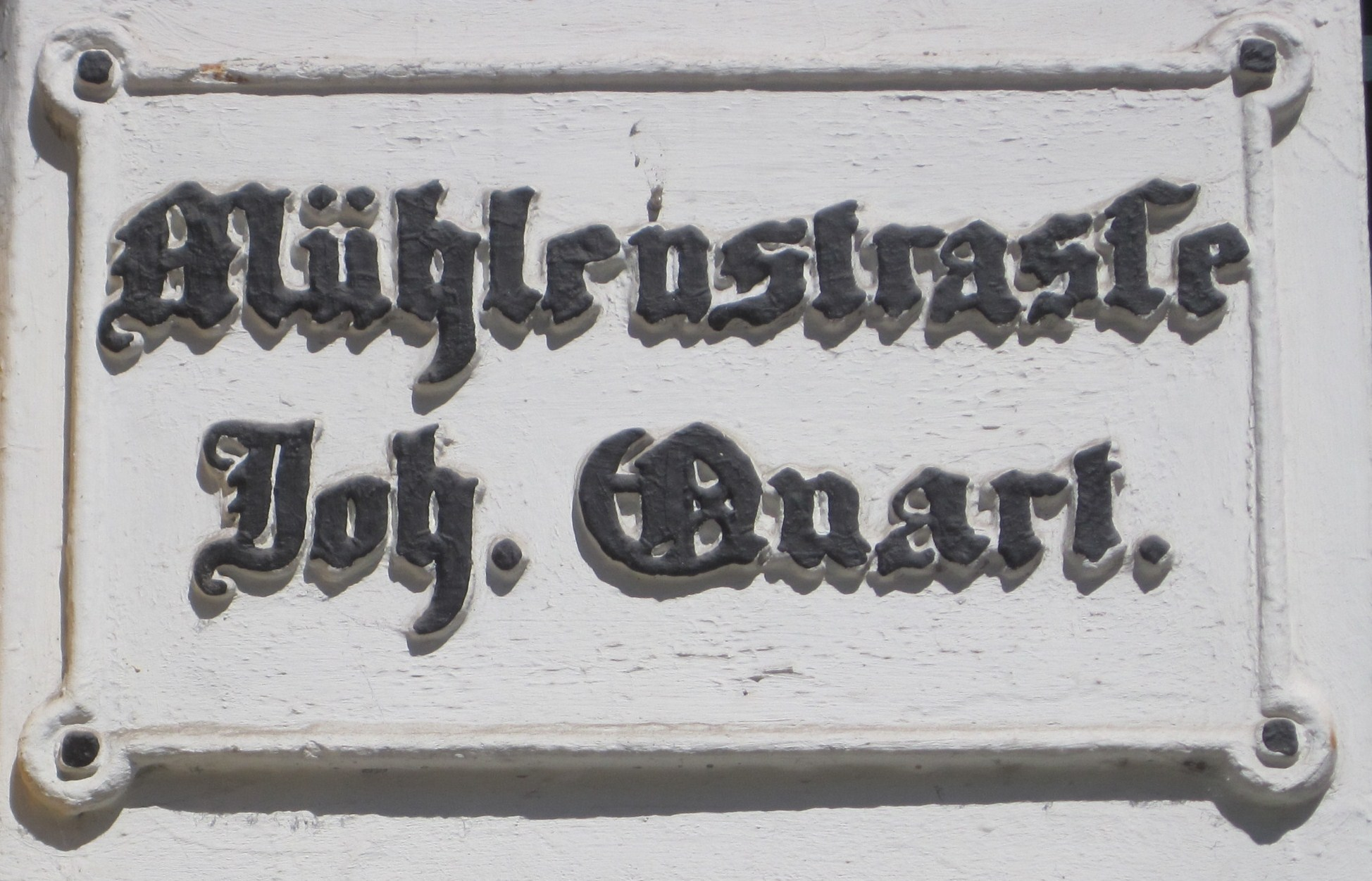
Straßenschild Mühlenstraße mit Quartierbezeichnung (Ecke Königstraße)

Das Johannis Quartier, benannt nach dem Schutzheiligen des Johannisklosters, umfasste den Südosten der Stadtinsel, begrenzt von Mühlenstraße, Klingenberg, Sandstraße, Breiter Straße, Johannisstraße, Bei St. Johannis, Fleischhauerstraße und An der Mauer. Im Quartier waren sowohl Kaufleute und Handwerker ansässig als auch Adlige, die hier zum Teil Anwesen auf größeren Grundstücken (Höfe) besaßen.
Die Stadtplanung definiert das Quartier nach der Lübecker Stadtbildaufnahme in der Fassung der ersten Fortschreibung auf das Jahr 1990 als die durchnummerierten Blöcke 18 bis 38. Zwei dieser Blöcke bestehen aus zwei Unterblöcken.

## Quartiere 1815

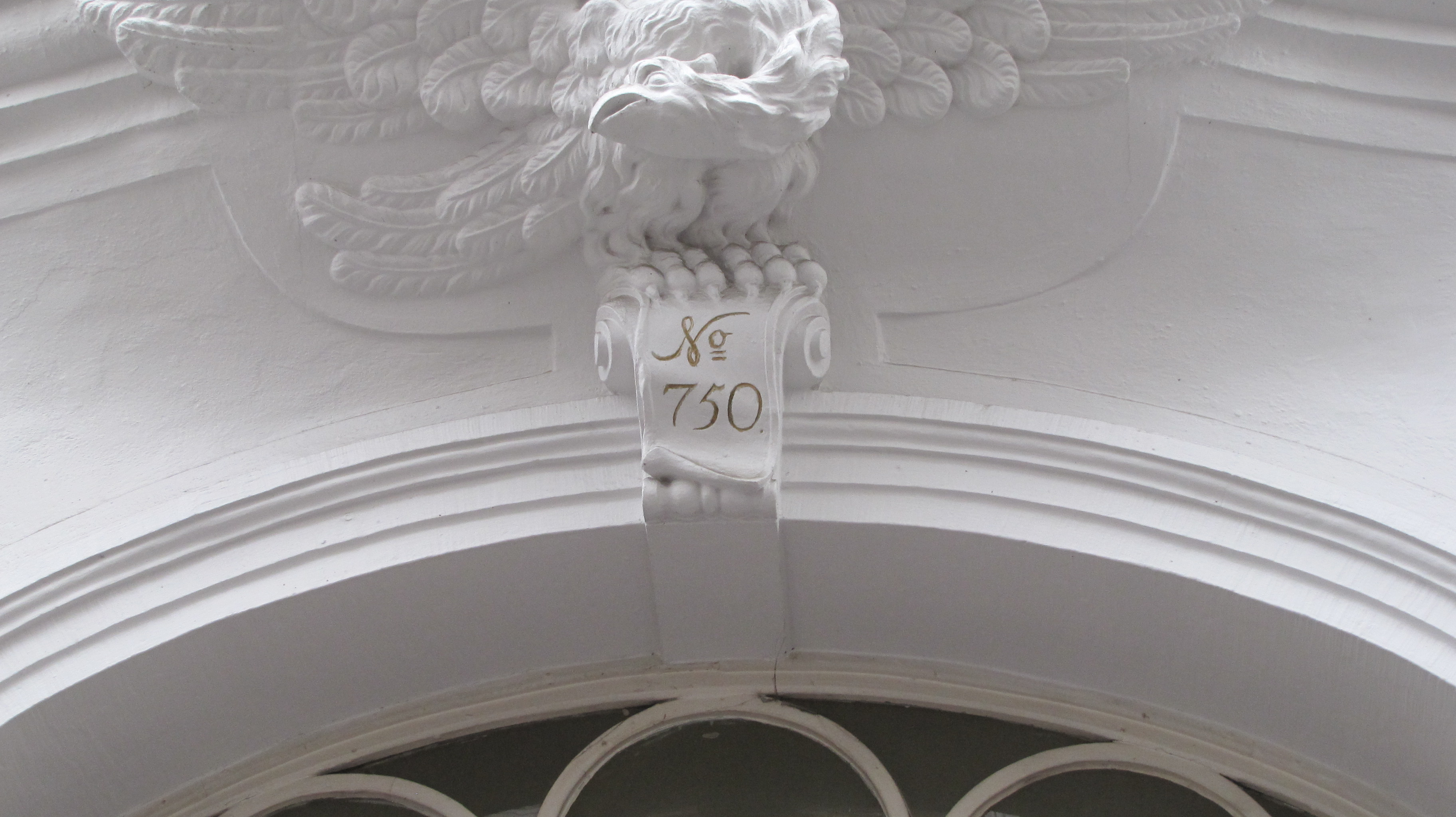
Historische Hausnummer (Johannis Quartier Nr. 750) am Haus Königstraße 81

Auf den Gedanken, die einzelnen Häuser in den Quartieren mit Nummern zu versehen, kam man 1795, er wurde 1796 durch die quartierbezogene Vergabe von Hausnummern ausgeführt. Die Römhildsche Buchdruckerei gab daraufhin ein Adressbuch heraus, das erste erschien zu Neujahr 1798. Im Zuge der Volkszählung 1815 wurde der Bestand an Wohnhäusern und die Einwohner quartierbezogen ermittelt. Die Häuser erhielten im Zuge dieser Zählung neue Hausnummern. Die Zahl der Einwohner war durch die Franzosenzeit reduziert. Die Zahl der Wohnhäuser war gegenüber Zählungen des 18. Jahrhunderts gestiegen; dies wird auf Grundstücksteilungen infolge zunehmender Armut zurückgeführt. Die nachstehende Tabelle bezieht sich auf Angaben bei Zietz.
| Quartier                        | Wohngebäude | Einwohner |
| ------------------------------- | ----------- | --------- |
| Marien-Magdalenen Quartier      | 827         | 5489      |
| Jakobi Quartier                 | 797         | 5319      |
| Johannis Quartier               | 971         | 6651      |
| Marien Quartier                 | 1010        | 6376      |
| Altstadt ohne Landgebiete total | 3605        | 23835     |

## Sprachgebrauch heute
Auch heute noch wird der Begriff „-viertel“ zur geografischen Beschreibung von Teilen der Lübecker Altstadt im Sinne von Wohnviertel genutzt. Allerdings sind die so beschriebenen Viertel kleinteiliger geworden. Die Lübecker sprechen vom Domviertel, dem Petrikirchviertel, dem Gründer- oder Kaufmannsviertel, dem Ägidienviertel, dem Handwerkerviertel und dem Burgviertel.